# Antônio Francisco da Costa e Silva
Antônio Francisco da Costa e Silva (Amarante, 28 de novembro de 1885 — Rio de Janeiro, 29 de junho de 1950) foi um poeta brasileiro.

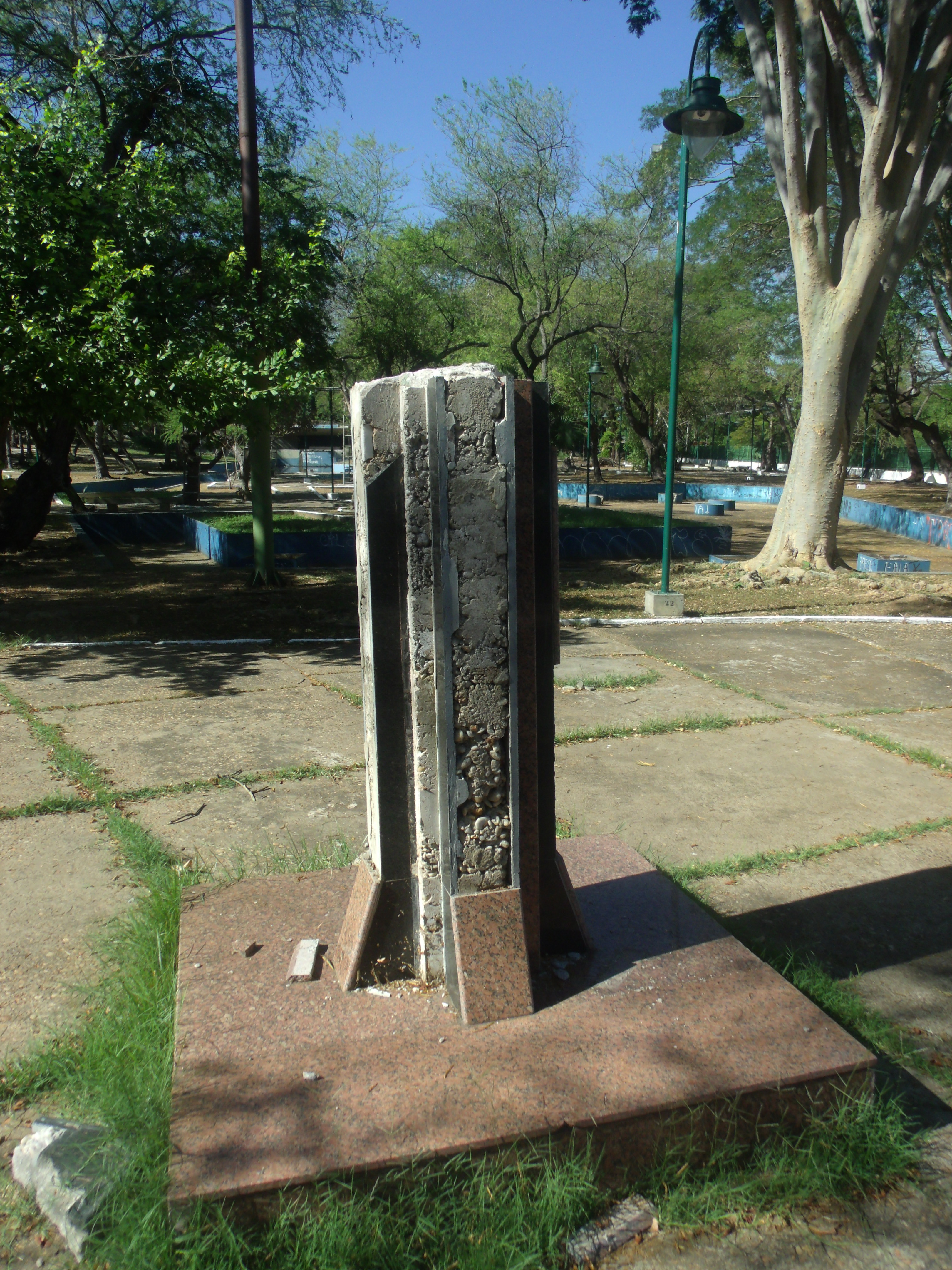
Pedestal onde existiu um busto em homenagem ao autor do hino piauiense, numa praça de Teresina.

## Biografia

Hino do Piauí cuja poesia é de autoria de Costa e Silva e com música de Firmina Sobreira, Leopoldo Damascena Ferreira e Cirilo Chaves.

Começou a compor versos por volta de 1896, tendo seus primeiros poemas publicados em 1901. Todavia, seu primeiro livro de poesia, Sangue, somente foi lançado em 1908.
É o autor da letra do hino do Piauí.
Pertenceu à Academia Piauiense de Letras, Cadeira 21, cujo patrono é o padre Leopoldo Damasceno Ferreira.
Guilherme Luiz Leite Ribeiro disse que Costa e Silva era pavorosamente feio, o que influiu na sua carreira: "Nos tempos do barão do Rio Branco não havia concurso para ingressar na carreira diplomática, e a seleção era feita pessoalmente por ele, que conversava com os candidatos, em geral pessoas de família conhecida, de preferência bonitos e que falassem línguas estrangeiras. Antônio Francisco da Costa e Silva, ilustre poeta e pai do embaixador e acadêmico Alberto Vasconcellos da Costa e Silva, conversou com o barão sobre a possibilidade de ingresso na carreira, porém o chanceler foi taxativo:
- Olha, o senhor é um homem inteligente, admiro-o como poeta, contudo não vou nomeá-lo porque o senhor é muito feio e não quero gente feia no Itamaraty..."
Em seu segundo volume de Memórias, Balão Cativo, Pedro Nava conta a mesma história, embora não exatamente com as mesmas palavras:
"Era o poeta Antônio Francisco da Costa e Silva, cuja cara amarela parecia um bolo de miolo de pão com os furos dos olhos, das ventas e da boca. Estava recém-casado com a bela Alice Salomon [...] Fora várias vezes indicado para o Itamarati e sempre com boas proteções. Rio Branco, contra. Até que o nosso Dá, exasperado, enchera-se de razões e de coragem e fora interpelar o implácavel barão. Ousou perguntar-lhe, afinal, o que tinha contra ele. Eu? Nada, meu caro amigo. Até gosto dos seus versos e aprecio seu talento. Contra sua pretensão o que está é seu físico. Eu só deixo entrar na carreira homens de talento que sejam também belos homens. A diplomacia exige isso. Desejo-lhe boa sorte em tudo. Agora, no Itamarati, não! O senhor aqui não entra."
Seu filho, Alberto da Costa e Silva, foi um conhecido diplomata, autor, historiador e membro da Academia Brasileira de Letras e recebeu o Prêmio Camões de 2014.
Um grande poeta que conquistou diversos públicos com seu jeito harmonioso, e seus poemas de sua cidade natal Amarante (Piauí).

## Homenagem filatélica
Em 1984 por iniciativa do projeto de lei nª 3631/1984 do então deputado federal Jônathas de Barros Nunes, o Congresso Nacional aprovou e em 30 de setembro de 1985 o Presidente da República, José Sarney, sancionou a lei federal nº  7.378 que autorizou a Empresa Brasileira de Correios e Telégrafos a emitir selo comemorativo do centenário de nascimento do  Da Costa e Silva.

## Obras
- Sangue (1908),
- Elegia dos Olhos,
- Poema da Natureza,
- Clepsidra,
- Zodíaco (1917),
- Verhaeren (1917),
- Pandora (1919),
- Verônica (1927),
- Alhambra (1925-1933), obra póstuma inacabada,
- Antologia (coleção de poemas publicada em vida - 1934),
- Poesias Completas (1950), coletânea  póstuma.

## Homenagens póstumas
No Piauí é homenagedado em várias cidades, por exemplo.
- Em Teresina foi construída a Praça Da Costa e Silva, na margem do Rio Parnaíba nas proximidades do edifício da CEPISA[9] e também tem a Biblioteca Pública Municipal Da Costa e Silva.[10]
- Em Floriano tem a Biblioteca Municipal Costa e Silva.[10]
- Em Geminiano tem a Biblioteca Municipal Antonio Francisco da Costa e Silva.[10]

## Referência
Revista da Academia Piauiense de Letras.N.º 68. Ano XCIII. Teresina: APL,2010.